# Депрессия
Депре́ссия (от лат. deprimo «давить (вниз), подавить») — психическое расстройство, основными признаками которого являются сниженное — угнетённое, подавленное, тоскливое, тревожное, боязливое или безразличное — настроение и снижение или утрата способности получать удовольствие (ангедония). Обычно также присутствуют некоторые из следующих симптомов: сниженная самооценка, потеря интереса к жизни и к привычной деятельности, неадекватное чувство вины, пессимизм, нарушение концентрации внимания, усталость или отсутствие энергии, расстройства сна и аппетита, суицидальные тенденции. Тяжёлые формы депрессии характеризуются так называемой «депрессивной триадой»: снижением настроения, заторможенностью мышления и двигательной заторможенностью.
У депрессии множество возможных причин. Депрессивное настроение в некоторых случаях может быть нормальной временной реакцией на жизненные события, как, например, потеря близкого человека. Депрессия может быть симптомом некоторых соматических заболеваний и побочным эффектом некоторых препаратов и лечения; в случае, если причина депрессии неочевидна и депрессивное расстройство возникает без внешних воздействий, такая депрессия называется эндогенной. В некоторых случаях человек, страдающий депрессией, может начать злоупотреблять психоактивными веществами.
Для скрининга депрессии используются различные тесты самооценки, такие как шкала Занга для самооценки депрессии, шкала депрессии Бека. Диагноз депрессии устанавливается врачом на основе диагностических критериев депрессивного расстройства.
Представляет собой разновидность аффективных расстройств (расстройств настроения). Депрессии поддаются лечению, но нередко оказываются резистентными. В настоящее время именно депрессия — наиболее распространённое психическое расстройство.

## История
Многие люди считают, что депрессия — это болезнь, которая распространилась и приобрела такое большое социальное значение только в наше время и не была известна раньше. Но это не так: депрессия известна врачам со времён античности. Ещё знаменитый древнегреческий врач Гиппократ подробно описывал под названием «меланхолия» состояния, очень напоминающие наше сегодняшнее определение депрессии, и даже рекомендовал лечение в рамках возможностей античной медицины.
В частности, Гиппократ обратил внимание на зависимость состояния многих депрессивных больных от погоды и времени года, на сезонную периодичность депрессий у многих больных, на улучшение состояния некоторых больных после бессонной ночи. Таким образом, он, хотя и не открыл лечебный эффект депривации сна и солнечного света (фототерапии), но был очень близок к этому.
Эберсовский папирус, один из важнейших медицинских трактатов древнего Египта, также содержит короткое описание депрессии. Хотя информация на папирусе полна ритуальных обрядов и запутанных рецептов по изгнанию порождающих болезнь демонов и прочей нечисти, она также свидетельствует о долгой эмпирической практике и наблюдении.
Библия повествует о том, что депрессии был подвержен царь Саул.

## Этиология и факторы риска депрессии
У депрессии множество возможных причин и факторов риска.

### Драматическое внешнее событие
Депрессия может быть результатом драматических переживаний, например потери близкого человека, работы, общественного положения. В таких случаях речь идёт о реактивной (психогенной) депрессии. Она развивается как реакция на некое внешнее событие, ситуацию. Согласно некоторым теориям, депрессия иногда возникает при чрезмерной нагрузке мозга в результате стресса, в основе которого могут лежать как физиологические, так и психосоциальные факторы.

### Тяжёлые переживания детского возраста
Фактором риска развития депрессии у взрослых могут быть также тяжёлые переживания в детском возрасте: например, жестокое обращение с детьми может явиться предпосылкой для возникновения у них депрессии в будущем. В метаанализе эпидемиологических исследований, включивших 23 544 обследованных, было обнаружено, что жестокое обращение с детьми увеличивает риск развития рецидивирующих и затяжных депрессивных эпизодов. Также есть ряд данных о том, что жестокое обращение в детстве и пережитое в детстве насилие уменьшают вероятность ремиссии депрессивного расстройства. Однако, по данным метаанализа M. Infurna и соавторов (2016), относительно «тихие» (silent) формы жестокого обращения с детьми (психологическое оскорбление, пренебрежение) более прочно связаны с последующим развитием депрессии, чем явное физическое и сексуальное насилие.
Высказывалось мнение (M. Kovack, 1976), что в развитии и упрочении депрессогенных убеждений могут участвовать такие факторы, как утрата отца или матери в детстве; наличие родителя, уверенного в своей неполноценности или имеющего излишне жёсткие, ригидные убеждения; недостаток социального опыта или социальных навыков; отрицательный опыт общения ребёнка со своими сверстниками либо братьями/сёстрами; наличие у ребёнка физического дефекта.

### Выученная беспомощность и безнадёжность
Одним из этапов развития депрессии является выученная беспомощность, трансформирующаяся иногда в безнадёжность  — непосредственную, достаточную причину комплекса депрессивных симптомов.

### Личностные черты
К депрессии могут предрасполагать те или иные личностные особенности человека — например, перфекционизм. Личностная беспомощность, пессимистический стиль атрибуции повышают подверженность депрессии, интегральная личностная черта жизнестойкость — понижает подверженность депрессии.

### Эндогенная депрессия
Если психологические, ятрогенные или соматические (см. ниже) причины депрессии отсутствуют или не очевидны, такая депрессия называется эндогенной, то есть как бы «происходящей изнутри» (организма, психики). Приблизительно в одной трети (около 35 %) случаев манифестные депрессии возникают аутохтонно, то есть без каких-либо внешних воздействий. По структуре такие депрессии с самого начала являются эндогенными.
В настоящее время не существует ясного понимания нейробиологических причин клинической депрессии (большого депрессивного расстройства). В научной среде на этот счёт есть ряд гипотез, ни одна из которых пока не получила убедительных доказательств. Очевидно, что депрессия является клинически и этиологически гетерогенным расстройством. Моноаминовая теория связывает развитие депрессии с дефицитом биогенных аминов, а именно серотонина, норадреналина и дофамина. Некоторые исследователи приходят к выводу о недостаточной широте этой теории, так как она не объясняет ограничения в эффективности антидепрессантов и медленное развитие их лечебного эффекта. Хотя серотониновая гипотеза широко распространена, строгих подтверждений этой гипотезы нет: современные исследования нейронауки не дали возможности подтвердить предположение, согласно которому в основе депрессии лежит дефицит серотонина в ЦНС. Систематический «зонтичный» обзор, данные которого были опубликованы в Molecular Psychiatry в 2022 году, показал, что доказательства связи между уровнем серотонина и депрессией отсутствуют.

### Сезон (недостаток солнечного света)
У многих людей в бессолнечную погоду или у тех, кто находится в затемнённых помещениях, депрессия может возникать из-за отсутствия яркого света. Эту разновидность называют сезонной депрессией или сезонным аффективным расстройством, ибо оно наиболее часто наблюдается у больных осенью и зимой. Лечат сезонную депрессию прогулками в солнечную погоду или светотерапией. Однако в исследовании, проведённом на большой выборке (34 294 человек), не удалось обнаружить взаимосвязи депрессии и времени года. Депрессия не была связана ни с широтой, на которой проживает человек, ни с количеством солнечного света. Но данное исследование имеет важные недостатки — в частности, опрос этих 34 294 человек был проведён по телефону, что не даёт возможности диагностировать у респондентов наличие или отсутствие клинической депрессии.

### Ятрогенная (фармакогенная) депрессия
Депрессия может явиться результатом побочного действия многих лекарств (например, леводопы, кортикостероидов, бензодиазепинов) — это так называемая ятрогенная, или фармакогенная депрессия. Чаще всего такая депрессия быстро проходит самостоятельно или излечивается после отмены соответствующего препарата. Нейролептические депрессии (возникающие вследствие приёма нейролептиков) могут длиться от нескольких месяцев до 1,5 лет и часто имеют витальный характер. Причиной возникновения депрессии в некоторых случаях является и злоупотребление седативными или снотворными средствами, алкоголем, кокаином и другими психостимуляторами, опиатами. 

### Эволюционное закрепление
Учёные также рассматривают депрессию как эволюционно закрепившийся механизм мышления. Согласно гипотезе аналитических размышлений, депрессия закрепилась в процессе эволюции как механизм, позволяющий индивиду сосредоточиться на решении сложных задач. Избегающее поведение при депрессии, во-первых, позволяет обойти процесс, с помощью которого люди учатся терпеть болезненные чувства, сохраняющиеся при принятии медленного, аналитического подхода к решению проблем и возникающие в результате рассмотрения и проведения компромиссов. Во-вторых, является плохо адаптированным побочным продуктом развитой склонности к действию, которое быстро уменьшает боль. В-третьих, оно происходит в тех социальных средах, где имеются средства для осуществления избегающего поведения.

### Разочаровывающее изобличение ничтожества неаутентичной жизни
Экзистенциальный анализ предлагает онтологическую интерпретацию психических страданий при депрессии. Эта интерпретация гласит, что депрессия связана с разочаровывающим изобличением ничтожества человеческого существования, а в обычной жизни человек ведёт неаутентичную жизнь (аутентичная и неаутентичная жизнь определены в философской антропологии Хайдеггера). Опыт депрессивных эмоциональных страданий при этом рассматривается как разочаровывающее соприкосновение с реальностью существования.

### Соматические (соматогенные) факторы
Также депрессии могут быть соматическими или, точнее, соматогенными, то есть проявляться как следствие соматических заболеваний (например, болезни Альцгеймера, атеросклероза артерий головного мозга, черепно-мозговой травмы или даже обычного гриппа). Кроме того, факторами риска развития депрессии являются беременность и роды — до 10 % женщин испытывают депрессию во время беременности, послеродовая депрессия наблюдается у 12—16 % рожавших женщин.
Факторы, которые предположительно могут лежать в основе соматогенной депрессии, многочисленны:
| Список возможных соматических причин депрессии | Список возможных соматических причин депрессии | Список возможных соматических причин депрессии |
| Неврологические заболевания | Эндокринные заболевания | Другие соматические заболевания и состояния |
| --- | --- | --- |
| - Цереброваскулярные заболевания, в частности инсульт - Деменция, в частности болезнь Альцгеймера - Эпилепсия - Хорея Гентингтона - Гидроцефалия - Инфекции ЦНС - Новообразования ЦНС - Болезнь Паркинсона - Нарколепсия - Синдром апноэ во сне - Черепно-мозговая травма - Болезнь Вильсона-Коновалова (гепатоцеребральная дистрофия) - Рассеянный склероз - Прогрессирующий надъядерный паралич - Мультисистемные атрофии - Неврит - Миастения | - Заболевания надпочечников (болезнь Иценко — Кушинга, болезнь Аддисона) - Гиперальдостеронизм - Гипер- или гипотиреоз - Гипер- или гипопаратиреоидизм - Гипопитуитаризм - Послеродовые гормональные изменения - Сахарный диабет | - Новообразования (например, рак поджелудочной железы, рак лёгких) - Сердечно-лёгочные заболевания - Порфирия - Уремия - Авитаминозы (недостаток витамина C, B1, B3, В12, B9, витамина D) - Анемия - Гиперкальциемия - Дефицит макроэлементов (гипокальциемия, гипонатриемия, гипокалиемия, гипомагниемия, гипохлоремия) - Хронические интоксикации тяжёлыми металлами (марганцевая интоксикация, ртутная интоксикация) - Целиакия - Вирусные и другие инфекции, в частности ВИЧ, гепатиты, мононуклеоз, вирус гриппа, брюшной тиф, COVID-19 - Язвенная болезнь желудка и двенадцатиперстной кишки - Цирроз печени - Жёлчнокаменная болезнь - Хроническая почечная недостаточность - Красная волчанка - Ревматоидный артрит - Бронхиальная астма - Нарушения зрения (снижение чувствительности сетчатки к солнечному свету) |

В клинической практике нередки случаи неверной диагностики и неадекватного лечения депрессии у людей с соматическими заболеваниями, когда не учитывается причина депрессии, то есть само соматическое заболевание или его терапия.
У пациентов с неврологическими расстройствами частота депрессий достигает 40—50 %; часто депрессии встречаются у пациентов с медицинскими состояниями, напрямую затрагивающими ЦНС (например, при болезни Иценко — Кушинга депрессия развивается в 60 % случаев).
К развитию депрессии очень предрасположены больные с гипотиреозом. Распространённость депрессии при недостаточной функции щитовидной железы достигает 50 %, а риск развития депрессивных нарушений в течение жизни у больных, страдающих гипотиреозом, в 7 раз выше по сравнению со здоровыми людьми. Симптомы депрессии нередко выступают на первый план, появляясь за несколько лет до развития явной клинической картины гипотиреоза, и доминируют в жалобах пациентов. У лиц с терапевтически резистентной депрессией распространённость гипотиреоза особенно высока и достигает 50 %.

### Когнитивная модель депрессии
По мнению сторонников когнитивной психотерапии, депрессия во многих случаях обусловлена и поддерживается дисфункциональными убеждениями, возникающими обычно в детстве и активизирующимися у взрослого человека вследствие того или иного конкретного жизненного события, ставшего поводом для развития депрессии. Эти дисфункциональные убеждения предрасполагают пациентов к характерным искажениям мышления, лежащим в основе «когнитивной триады депрессии»: человек, страдающий депрессией, как правило, низкого мнения о себе, своём окружении и будущем. Депрессивные пациенты систематически искажают своё восприятие событий, находя в них подтверждение представлениям о своей никчёмности, негативным взглядам на окружающую действительность и своё будущее. Могут иметь место такие характерные искажения мышления, как случайность умозаключений, мышление по типу «всё или ничего», чрезмерная генерализация, избирательная абстракция и преувеличение:399—400,405.
Кроме «негативной триады» — негативного взгляда на себя, на своё будущее и на мир, — у людей с депрессией наблюдается фиксированность на теме утраты, реальной или мнимой (мысли о смерти близких, о разрыве отношений, крушении надежд, невозможности достичь значимых целей). Также для депрессивных пациентов характерны жёсткие, императивные убеждения с более частым, чем у здоровых людей, употреблением речевых форм «следует», «должен»: подобные убеждения создатель когнитивной психотерапии Аарон Бек назвал «тиранией должествований» (например, депрессивный пациент может полагать, что он «должен быстро и без чьей-либо помощи находить решение любой проблемы», «должен всё понимать, всё знать и предвидеть», «должен никогда не страдать, всегда быть счастливым и безмятежным» и т. п.).
Согласно когнитивной модели, при депрессивных расстройствах в равной мере значимы как убеждения и поведение, так и биохимические процессы — эти составляющие отражают разные уровни анализа, и ни одна из них не является приоритетной. Каждый терапевтический подход имеет собственную точку приложения: фармаколог осуществляет вмешательство на биохимическом уровне, а когнитивный психотерапевт — на когнитивном, аффективном и поведенческом уровнях. При этом изменение депрессивных убеждений сопряжено с изменением преобладающего настроения, поведения и, что подтверждается некоторыми данными, биохимии депрессии:399.

## Диагностика
Как показало исследование 2011 года, выявление случаев депрессии врачами общей практики затруднено тем, что почти в половине случаев пациенты стараются умолчать о симптомах депрессии. Многие боятся назначения антидепрессантов и их побочных эффектов; некоторые полагают, что держать под контролем эмоции — их личное дело, а не забота врача; существуют также опасения, что упоминание о случае депрессии попадёт в медицинскую карту и как-либо станет известно работодателю; наконец, некоторые боятся быть направленными для лечения к психиатру. Это показывает, что терапевты должны больше использовать инструменты скрининга, включая краткие опросники, в случаях, не исключающих депрессию. Желательно проводить такой скрининг для всех беременных женщин.
Для скрининга и определения тяжести депрессии часто используют шкалу Занга и опросник большой депрессии.
В диагностике депрессии выделяют несколько принципиально различающихся задач: скрининг на наличие депрессии, клиническая оценка депрессии (тестовая и врачебная) и измерение отдельных симптомов, связанных с депрессией, таких как тревога, ангедония, суицидальная активность и т. д.
Сегодня диагностические возможности, во многом определяющие выбор лечения (антидепрессанты, психотерапия, др.), основаны в большей степени на врачебном опыте и применении опросников (не инструментальный способ), чем на объективных, количественно измеряемых критериях.
У всех пациентов с расстройствами настроения желательно проводить обследование для исключения соматических причин депрессии, в частности оценку функции щитовидной железы, позволяющую выявить гипо- или гипертиреоз.

### Формальные критерии диагностики

#### По МКБ-10
Депрессивные симптомы разделяются на типичные (основные) и дополнительные. При наличии депрессии, согласно МКБ-10, должны присутствовать два основных симптома и не менее трёх дополнительных.
К типичным (основным) симптомам депрессии относятся:
- подавленное настроение, не зависящее от обстоятельств, в течение длительного времени (от двух недель и более);
- ангедония — потеря интереса или удовольствия от ранее приятной деятельности;
- выраженная утомляемость, «упадок сил», характеризующиеся стабильностью данного состояния (например, в течение месяца).

Дополнительные симптомы:
- пессимизм;
- чувство вины, бесполезности, тревоги и (или) страха;
- заниженная самооценка;
- неспособность концентрироваться и принимать решения;
- мысли о смерти и (или) самоубийстве;
- нестабильный аппетит, отмеченное снижение или прибавление в весе;
- гликогевзия
- нарушенный сон, присутствие бессонницы или пересыпания.

Согласно диагностическим критериям МКБ-10, диагноз депрессивного расстройства определяется, если длительность симптомов составляет не менее 2 недель. Однако диагноз может быть поставлен и для более коротких периодов, если симптомы необычно тяжёлые и наступают быстро.
Депрессия у детей встречается реже, чем у взрослых. Симптомы у детей таковы:
- потеря аппетита;
- проблемы со сном (кошмары);
- проблемы с оценками в школе, которых до этого не наблюдалось;
- проблемы с характером: отдаление, надутость или агрессивность, а также ранимость.

#### По DSM-IV-TR
Согласно диагностическим критериям DSM-IV-TR, на протяжении 2 недель должны присутствовать 5 или более из нижеперечисленных 9 симптомов (и эти симптомы должны включать как минимум 1 из двух основных симптомов: депрессивное настроение и/или утрата интересов или удовольствия):
- депрессивное настроение (у детей и подростков может проявляться раздражительностью);
- значительное снижение удовольствия или интереса ко всем или почти всем видам деятельности;
- снижение веса и аппетита (возможно усиление аппетита и увеличение веса);
- инсомния (возможна гиперсомния);
- психомоторное возбуждение или торможение;
- снижение энергичности и повышенная утомляемость;
- чувство никчёмности и сниженная самооценка или неадекватное чувство вины;
- заторможенное мышление или снижение способности концентрации внимания;
- суицидальные тенденции.

## Основные формы депрессии
Различают униполярные депрессии, при которых настроение остаётся в пределах одного, сниженного, «полюса», и биполярные депрессии, являющиеся составной частью биполярного расстройства, которые перемежаются маниакальными, гипоманиакальными либо смешанными аффективными эпизодами. Также депрессивные эпизоды небольшой тяжести могут возникать при циклотимии.
Одной из разновидностей смешанных аффективных эпизодов является смешанная депрессия — депрессия, в структуре которой наблюдается повышенная двигательная и речевая активность. Как правило, под смешанной депрессией подразумевается большое депрессивное расстройство, сочетающееся с некоторыми симптомами мании или гипомании. Смешанная депрессия представляет собой частое явление у пациентов, страдающих депрессивными расстройствами. Она встречается как при биполярном расстройстве, так и при униполярной депрессии (хотя чаще всё же при биполярном расстройстве) и во многих случаях бывает обусловлена применением антидепрессантов.
Можно выделить следующие формы униполярных депрессий (согласно DSM-IV):
- Большое депрессивное расстройство, часто называемое клинической депрессией.
  - Разновидностью большой депрессии является резистентная депрессия, при которой в течение двух последовательных курсов (по 3—4 недели) лечения антидепрессантами отмечается отсутствие или недостаточность клинического эффекта[4][61]:11—12.
- Малая депрессия, которая не соответствует всем критериям клинической депрессии, но при которой хотя бы два основных диагностических симптома присутствуют в течение по крайней мере двух недель[62].
- Атипичная депрессия — форма депрессивного расстройства, при которой наряду с типичными симптомами депрессии отмечаются такие специфические признаки, как повышенный аппетит, увеличение веса, повышенная сонливость и так называемая «эмоциональная реактивность».
- Постнатальная депрессия — форма депрессивного расстройства, развивающаяся непосредственно после родов.
- Рекуррентная скоротечная депрессия (Recurrent brief depression, RBD), отличается от большого депрессивного расстройства преимущественно продолжительностью. Люди с RBD испытывают депрессивные эпизоды примерно раз в месяц, с отдельными эпизодами, длящимися менее двух недель, а обычно менее 2—3 дней. Для диагностирования RBD необходимо, чтобы эпизоды проявлялись на протяжении по крайней мере одного года и, если пациент является женщиной, проявлялись независимо от менструального цикла[63]. У людей с клинической депрессией может развиться RBD, равно как и наоборот[64].
- Дистимия — умеренное хроническое нарушение настроения, когда человек жалуется на почти ежедневное плохое настроение на протяжении по крайней мере двух лет. Симптомы не такие тяжёлые, как при клинической депрессии, хотя люди с дистимией одновременно подвержены периодическим эпизодам клинической депрессии (иногда называемой «двойной депрессией»)[65].
- Сезонная депрессия или сезонное аффективное расстройство.
- Смешанная депрессия[60].

Иные депрессивные расстройства (DD-NOS) согласно DSM обозначаются кодом 311 и включают в себя депрессивные расстройства, которые причиняют ущерб, но не подходят под официально определённые диагнозы, то есть «не соответствуют критериям какого-либо конкретизированного расстройства».

В русскоязычной медицине часто употребляется выражение витальная депрессия. Оно означает прежде всего «витальный» («жизненный») характер депрессии — с ярко выраженной тоской и тревогой, которые больными ощущаются на физическом уровне,
например, тоска может ощущаться в виде боли в области солнечного сплетения. Считалось, что «витальная» депрессия вызвана нарушением «жизненных процессов», развивается циклически, будучи недоступной внешним влияниям, и возникает беспричинно, необъяснимо для самого пациента.
Такой характер часто свойственен, в частности, «биполярной» депрессии при биполярном аффективном расстройстве и эндогенным депрессиям в целом.
В более узком смысле витальной называют прежде всего «тоскливую депрессию», при которой наиболее выражены проявления тоски и отчаяния, а также депрессии с расстройствами в «витальной сфере» — с нарушениями потребности в пище, сне и т. п.
Витальные депрессии классифицируются как тяжёлый депрессивный эпизод без психотических симптомов (F31.2). Несмотря на тяжесть состояния, такие депрессии являются прогностически благоприятными, так как хорошо поддаются лечению антидепрессантами.
Кроме того, «витальными депрессиями» иногда называют депрессивные состояния при циклотимии (по классификации Schneider, 1959), со стёртыми проявлениями меланхолии, пессимизмом, унынием, подавленностью, и с сильной зависимостью симптомов от суточного ритма. Эта терминология мало распространена.

## Течение болезни
Сначала ощущаются слабовыраженные сигналы в виде проблем со сном, раздражительности, отказа от нормального выполнения обязанностей. Если эти симптомы в течение двух недель усиливаются, то обычно это свидетельствует о начале болезни либо её рецидиве, хотя полностью она проявится через два месяца, а то и позже. Случаются разовые приступы. В отсутствие лечения депрессия может привести к попытке самоубийства, отчуждению от окружающих, отказу от выполнения большинства жизненных функций, распаду семьи.
Депрессия может вызываться и сопровождаться другими психическими расстройствами.
Установлена связь депрессии с уменьшением длины теломеров, с которым также связаны процессы старения организма.
Также, согласно недавнему исследованию учёных, выяснилось, что депрессии влияют на заживление ран. У пациентов с депрессией раны заживают сложнее, они чаще подвержены повторной госпитализации. Причём чем тяжелее форма расстройства, тем хуже результат. Ведущий научный сотрудник Филип Бриттеон, считает, что перед операцией следует уделять особое внимание психологическому состоянию пациента, чтобы пациент поправился как можно скорее.
Средняя продолжительность заболевания составляет от 6 до 8 месяцев, но у части пациентов депрессия приобретает хроническое течение:126. Хронической депрессией называется депрессия, протекающая более двух лет:23.
Резистентной депрессией считается такая депрессия, при которой в течение двух последовательных курсов адекватной и проводящейся достаточно длительное время монотерапии фармакологически различными препаратами отмечается отсутствие или недостаточность клинического эффекта (редукция симптоматики по шкале Гамильтона или шкале Монтгомери — менее 50 %):11—12. Резистентными к первому антидепрессанту оказываются 40—60 % пациентов; по другим данным — около трети. Существуют различные методы преодоления резистентности — как медикаментозные, так и немедикаментозные.

## Эпидемиология
В настоящее время именно депрессия — наиболее распространённое психическое расстройство. Ей страдает каждый десятый в возрасте старше 40 лет, две трети из них — женщины. Среди лиц старше 65 лет депрессия встречается в три раза чаще. Также депрессии и депрессивным состояниям подвержено около 5 % детей и подростков в возрасте 10—16 лет. По данным Всемирной организации здравоохранения, депрессия является ведущей причиной подростковой заболеваемости и нетрудоспособности. Общая распространённость депрессии (всех разновидностей) в юношеском возрасте составляет от 15 до 40 %. Во многих работах подчёркивается, что большей распространённости аффективных расстройств в этом возрасте соответствует и бо́льшая частота суицидов.
За первый год пандемии COVID-19 частота заболеваемости депрессией и тревожными расстройствами во всём мире увеличилась на 25 %. По исследованиям Ходи Алонсо из Исследовательского института MIMI и его коллег, в Европе по состоянию на 2021 год 6,5 % населения страдали депрессией, что превзошло оценки ВОЗ в 1,5 раза.

### Гендерные факторы
Согласно данным Национального института психического здоровья США, распространённость эпизодов мажорной депрессии в 2021 году среди взрослых в США была выше среди женщин (10.3 %) по сравнению с мужчинами (6.2 %). Эти данные указывают на то, что депрессия встречается у женщин примерно в 1.7 раза чаще, чем у мужчин. Для женщин риск перенести депрессивное расстройство составляет 20—25 % по сравнению с 7—12 % у мужчин. По мнению немецкого психолога Урсулы Нубер, одна из основных причин женской депрессии заключается в стрессовой нагрузке женщин, которая значительно отличается от стрессовой нагрузки мужчин.

## Лечение
Не каждому больному требуется госпитализация, лечение часто осуществляется амбулаторно. Основными направлениями терапии депрессии являются фармакотерапия, психотерапия и социальная терапия:49. Наиболее важный критерий успешной антидепрессивной терапии — правильная клиническая диагностика: подход к лечению депрессии должен зависеть от её причины. Так, при соматогенных депрессиях необходимо прежде всего лечение соматического заболевания и лишь во вторую очередь — симптоматическая психофармакотерапия и психотерапия. При эндогенных депрессиях психофармакотерапия является основным методом, а психотерапия используется в дополнение к ней; при психогенных (невротических и реактивных) депрессиях психотерапия не менее важна, чем психофармакотерапия:98—99.
Даже в тех случаях, когда соматическая патология не является причиной депрессивного расстройства, наличие некоторых соматических заболеваний (например, субклинического гипотиреоза, болезни Кушинга, синдрома поликистозных яичников, ишемической болезни сердца, онкологической патологии, хронических инфекций, витаминной или элементной недостаточности и др.) у депрессивных пациентов нередко может осложнять течение депрессии и приводить к возникновению резистентности. В этих случаях, помимо терапии психофармакологическими препаратами, необходимо лечение соматического заболевания, что позволяет преодолеть резистентность к терапии.
Как предостерегает эксперт в области расстройств психики из Кардиффского университета профессор доктор Пол Кидвелл, антидепрессанты бессильны в борьбе с депрессией, если человек не отказывается от образа жизни, её вызывающего.

### Фармакотерапия
- Антидепрессанты преимущественно стимулирующего действия используются для лечения больных с депрессией, сопровождающейся заторможенностью, апатией и тоской. Для лечения глубокой тоскливой или апатической депрессии показаны флуоксетин, венлафаксин, милнаципран, бупропион, кломипрамин, имипрамин.
- Антидепрессанты преимущественно седативного действия показаны при тревожной депрессии, безотчётном беспокойстве, угрюмой раздражительности. При выраженной тревожной депрессии (особенно с суицидальными мыслями и намерениями) показаны пароксетин, эсциталопрам, сертралин, миртазапин, амитриптилин.
- В случаях лёгкой и умеренной депрессии можно применять растительные препараты: гиперицин (зверобой)[35]:18, который легче переносится, чем традиционные антидепрессанты, и, тем не менее, при его приёме, как и при приёме традиционных антидепрессантов и других лекарственных средств, следует принимать в расчёт потенциально опасные взаимодействия с традиционными антидепрессантами и с другими лекарствами[35]:77.
- Особую группу депрессий составляют те разновидности, при которых одновременно присутствуют тревога и заторможенность: при таких разновидностях депрессии показаны антидепрессанты сбалансированного действия.

В метаанализе 2009 года, сравнивавшем 12 антидепрессантов нового поколения, значительно превосходящими остальные были признаны миртазапин, эсциталопрам, венлафаксин и сертралин.
При неверном подборе антидепрессанта, без учёта преобладания в его действии стимулирующего или седативного компонента, приём препарата может привести к ухудшению состояния: при назначении стимулирующего антидепрессанта — к обострению тревоги, усилению суицидальных тенденций; при назначении седативного препарата — к развитию психомоторной заторможенности (вялости, сонливости) и снижению концентрации внимания.
Антидепрессанты не действуют сразу — чаще всего антидепрессивный эффект проявляется по истечении 2—3 недель, в отличие от седативного или стимулирующего. В некоторых случаях он развивается лишь через 6—8 недель приёма препарата, а иногда через 10—16. Препарат и его дозировка для каждого пациента определяются индивидуально.
После купирования депрессивной симптоматики приём препарата продолжается как минимум 4—6 месяцев (а порой и несколько лет), что обусловлено высокой вероятностью возникновения рецидива в этот период. Кроме того, в некоторых случаях при резком прекращении приёма антидепрессанта возможен синдром отмены.
Антидепрессанты имеют сложный химический состав и действуют по-разному. Их приём ослабляет чувство страха, однако чаще всего не отражается на скорости реакции. Популярный антидепрессант флуоксетин предотвращает потерю серотонина; препараты нового поколения оказывают тонизирующее действие на уровень двух и даже трёх нейротрансмиттеров. Все применяемые для лечения депрессии препараты имеют те или иные побочные эффекты, и их использование без назначения врача не рекомендуется. Современные антидепрессанты приводят к ремиссии только в 40—60 % (по другим данным — в 60—70 %) случаев. Иногда подвергается сомнению эффективность антидепрессантов как таковая — в частности, в некоторых исследованиях сделан вывод, что антидепрессанты эффективны главным образом не при лёгкой или умеренной, но только при наиболее тяжёлых формах депрессии.
При отсутствии достаточного антидепрессивного ответа (несмотря на адекватно назначенную терапию), нужно оценить длительность лечения и адекватность дозировок, произвести уточнение диагноза, исключение коморбидных соматических или психических заболеваний. В сомнительных случаях для определения адекватного уровня препарата в крови следует проводить терапевтический мониторинг препарата. Может оказаться необходимым оценить факторы (клинические, социальные и т. п.), препятствующие терапевтической реакции. Существуют данные относительно эффективности таких стратегий, как смена препарата или повышение дозировки, особенно в случае частичного ответа на лечение:78—79.
При неэффективности монотерапии, а также при тяжёлых, трудно поддающихся лечению депрессиях применяют (в случаях униполярной депрессии) одновременное сочетание нескольких антидепрессантов. Например, есть данные небольшого исследования, согласно которым комбинация двух антидепрессантов (например, миртазапина с флуоксетином, венлафаксином или бупропионом) позволяет увеличить число ремиссий вдвое по сравнению с терапией одним препаратом. Существуют и другие эффективные варианты сочетаний, при этом использовать можно лишь препараты из разных фармакологических групп антидепрессантов.
Эффективной при резистентной депрессии может быть также стратегия потенцирования (то есть добавления другого вещества, которое само по себе не используется в качестве специфического препарата для лечения депрессии, но способно усилить ответ на принимаемый антидепрессант):79—80. Существует множество препаратов, которые могут применяться для потенцирования, однако большинство из них не имеют должного уровня доказательности для их использования. Наибольшей степенью доказательности отличаются соли лития, некоторые антиэпилептические препараты и атипичные антипсихотики (из последних главным образом арипипразол, оланзапин, кветиапин, рисперидон, хотя все они обладают значительным риском возникновения побочных эффектов), наряду с трийодтиронином, мелатонином, тестостероном, клоназепамом, скополамином и буспироном являются потенцирующими препаратами первой линии. Тем не менее препараты, имеющие низкий уровень доказательности, тоже могут найти применение при резистентной депрессии в случае неэффективности потенцирующих агентов первой линии.
При всех аффективных расстройствах лечение препаратами лития достоверно снижает частоту самоубийств, это было подтверждено метаанализом 48 рандомизированных исследований. Это происходит не только за счёт лечения заболевания, но также и потому, что литий снижает агрессивность и, возможно, импульсивность. Кроме того, при лечении литием частота самоубийств снижается по сравнению с лечением другими препаратами, снижается также и общая смертность.
При терапии антидепрессантами возможна инверсия аффекта (развитие мании или гипомании). Риск инверсии аффекта особенно высок при биполярной депрессии; при униполярной депрессии смена фаз (обычно — развитие гипомании) происходит редко. Кроме того, антидепрессанты при биполярной депрессии могут вызывать смешанные состояния (сосуществование мании и депрессии), в некоторых случаях — предрасполагать к развитию тяжёлых депрессивных состояний, с трудом поддающихся терапии. В целом антидепрессанты могут негативно влиять на течение болезни у пациентов с биполярной депрессией:320, вызывать у них терапевтическую резистентность, усиление депрессии, смешанную депрессию и ажитацию, хроническую дисфорию, повышать риск суицида.
Для предотвращения инверсии аффекта при биполярной депрессии антидепрессанты могут назначаться в сочетании с нормотимиками, однако «золотым стандартом» в лечении биполярной депрессии являются нормотимики, и при появлении признаков депрессии у пациента с биполярным расстройством рекомендуется в первую очередь оптимизация их дозировки, а не назначение антидепрессантов. Результаты исследований эффективности антидепрессантов при биполярной депрессии противоречивы: помимо положительных результатов, накапливаются данные о недостаточной эффективности антидепрессантов при этом расстройстве или даже об отсутствии их преимущества по сравнению с плацебо. Некоторые авторы рекомендуют применение антидепрессантов при биполярной депрессии только в тех случаях, если депрессия у пациентов не проходит, несмотря на терапию нормотимиками.
Индуцированная антидепрессантами инверсия аффекта считается неблагоприятным фактором, утяжеляющим общее течение биполярного расстройства. По современным представлениям, количество предшествующих эпизодов может обусловливать степень риска последующих обострений, иными словами, «фаза провоцирует фазу». Частота индуцированных антидепрессантами инверсий имеет дозозависимый характер: она тем выше, чем выше уровень применяемых дозировок. Трициклические антидепрессанты могут укорачивать светлые промежутки между эпизодами обострения заболевания. Приблизительно у 25 % пациентов с БАР бесконтрольное применение антидепрессантов может привести к формированию быстроциклического и континуального течения.
При лечении депрессии, вызванной гипотиреозом или гипертиреозом (тиреотоксикозом), в большинстве случаев достаточно назначения адекватной терапии для нормализации гормонального баланса, что приводит к исчезновению симптомов депрессии. Терапия антидепрессантами при гипотиреозе, как правило, оказывается неэффективной; кроме того, у пациентов с нарушениями функции щитовидной железы повышен риск развития нежелательных эффектов психотропных препаратов. Трициклические антидепрессанты (и реже — ингибиторы МАО) могут приводить у пациентов с гипотиреозом к быстрой цикличности; применение трициклических антидепрессантов при тиреотоксикозе повышает риск антихолинергических, адренергических побочных эффектов и кардиотоксичности.
Назначение препаратов лития при тиреотоксикозе может приводить к кратковременному симптоматическому улучшению с последующим усилением симптомов гипертиреоза и развитием офтальмопатии. Нарушения функции щитовидной железы повышают также риск побочных эффектов нейролептиков — в том числе риск аритмий и дистонических реакций (при гипертиреозе), комы и тяжёлых аритмий (при гипотиреозе).

### Психотерапия
При депрессии средней и лёгкой тяжести могут использоваться в качестве средств первого выбора не только психотропные средства, но также и небиологические виды терапии. Например, может использоваться как основной метод психотерапия, без применения психотропных средств:18. Также психотерапия и фармакотерапия могут применяться в сочетании. Как считается, при тяжёлой депрессии показаны либо фармакотерапия, либо сочетание фармакотерапии и психотерапии; хотя есть также данные, что когнитивная психотерапия даже при тяжёлой депрессии не менее эффективна, чем антидепрессанты. Согласно данным исследований, комбинация антидепрессантов и психотерапии представляет собой наиболее многосторонний и эффективный подход для лечения острого депрессивного эпизода и очень значима также при лечении резистентных депрессий с тенденцией к хроническому течению и частым рецидивам. Ряд исследований показал бо́льшую эффективность комбинированной терапии при депрессивных расстройствах, чем применения каждого из этих методов в отдельности.
У пациентов с лёгкой и умеренной депрессией психотерапия может быть полезна, в частности, при психосоциальных или межличностных проблемах, внутриличностном конфликте или сопутствующих расстройствах 2-й оси. В целом при умеренной и лёгкой депрессии психотерапия может быть даже более эффективной в сравнении с классическим медикаментозным лечением или, по крайней мере, столь же эффективной, как медикаментозное лечение.
В специальной литературе отмечается, что пациенты с депрессией, получающие лекарственную терапию, обычно, по-видимому, ищут причину своих проблем только в химическом дисбалансе и объясняют улучшение своего состояния лишь действием препаратов; в результате пациент уже не очень склонен задействовать или развивать собственные механизмы совладания с депрессией. Между тем психотерапевтический опыт имеет обучающее значение для пациента, который в результате вырабатывает эффективные способы преодоления депрессии, учится навыкам её преодоления в будущем; учится распознавать симптомы приближения депрессии и предотвращать её рецидивы.
Психотерапия также даёт возможность пациентам с депрессией приспособиться к реальной жизни в случае, если нарушения аффективной сферы, нарушения мышления и установок, несмотря на лечение, сохраняются.

#### Методы психотерапии
Наиболее распространёнными методами психотерапии депрессии являются когнитивно-поведенческая, интерперсональная, экзистенциальная, психодинамическая и клиент-центрированная терапии. К менее известным методам относятся терапия воспоминаниями, терапия, направленная на решение социальных проблем, ролевая терапия и другие, в большинстве своём эклектичные варианты психотерапии депрессии. При лечении депрессии может использоваться и групповая когнитивная терапия, что является альтернативой использованию индивидуальной когнитивной терапии.
Поведенческая психотерапия при депрессии помогает пациентам планировать приятную деятельность, избегать неприятной, болезненной деятельности:200. Ставится задача повышения активности, тренировки самообладания и приобретения социальной компетенции пациентом. Ему оказывают помощь в преодолении повседневных задач и разрушении моделей поведения, поддерживающих депрессию. Когнитивная психотерапия помогает идентифицировать когнитивные искажения депрессивной природы, мысли, излишне болезненные и пессимистичные, препятствующие потенциально полезной активности:200. Она уменьшает выраженность негативных представлений человека о себе, окружающем мире и будущем, корригирует особенности их мышления, что позволяет предотвратить повторное развитие депрессии также и в будущем.
Интерперсональная (межличностная) психотерапия рассматривает клиническую депрессию как совокупность формирования симптомов болезни, социальной активности и личности больного, сосредоточена на связи между настроением и социальными ситуациями или жизненными обстоятельствами и обучает пациентов социальным навыкам:200; пациент тренируется в различных социальных ролях текущего времени, выполнение которых прежде вызывало трудности. Интерперсональная терапия сфокусирована на разочарованиях пациентов в личных ожиданиях, а также на конфликтах с окружающими. Поведение и эмоции рассматриваются в рамках межличностных отношений. Особенно эффективен данный метод психотерапии при дистимии.
Семейная терапия представляет собой метод психотерапии, направленный на изменение взаимодействия между двумя или более членами семьи и на улучшение функционирования семьи как единого целого или её подсистем и/или функционирования отдельных членов семьи. Цель семейной терапии депрессии состоит в том, чтобы помочь членам семьи абстрагироваться от деструктивных форм общения и в ходе этого уменьшить симптомы депрессии.

#### Доказательства эффективности различных методов психотерапии
Высокая эффективность когнитивной психотерапии депрессии доказана во многих исследованиях. Эффективность психотерапии депрессии особенно высока при сочетании когнитивного подхода с поведенческими методиками терапии.
Исследования показывают равную эффективность когнитивной и интерперсональной психотерапии в сравнении с фармакотерапией. По данным ряда других исследований, когнитивная терапия превосходит по эффективности фармакотерапию при депрессии, хотя эти выводы не всегда подтверждаются:394. Когнитивно-поведенческая и интерперсональная терапия способны обеспечивать профилактику рецидивов вне острого периода в качестве поддерживающей терапии:200. При применении когнитивной терапии у больных депрессией менее вероятны рецидивы расстройства, чем при применении антидепрессантов:395, и обнаруживается устойчивость к истощению триптофана, предшественника серотонина. Есть также данные, показывающие эффективность компьютеризированной когнитивно-поведенческой терапии при лечении депрессии. Одно из исследований показало, что применение программы, известной как когнитивная терапия на основе направленного внимания (КТОНВ), которая сочетает когнитивную психотерапию с медитацией, может значительно снизить риск рецидива депрессии.
В то время как антидепрессанты позволяют предотвратить рецидивы депрессии лишь в случае их постоянного профилактического приёма, когнитивно-поведенческая терапия позволяет предотвратить рецидивы на долгий срок даже в случае её краткосрочного применения:397. По данным Fava, Rafanelli, Grandi, Conti, Belluardo (1998), краткосрочная когнитивно-поведенческая терапия позволяла предупредить рецидивы после успешной фармакотерапии антидепрессантами и прекращения лекарственной терапии: частота рецидивов составляла 25 % на протяжении двух лет проспективного наблюдения по сравнению с пациентами, просто находившимися под клиническим наблюдением (80 %). Противорецидивный эффект когнитивной психотерапии сохранялся и при четырёхлетнем проспективном наблюдении, хотя спустя шесть лет он уже не наблюдался (Fava, Rafanelli, Grandi, Canestrari, Morphy, 1998). Согласно данным Williams (1997), только 5 % пациентов, проходивших когнитивно-поведенческую терапию, обратились за дополнительным вмешательством, по сравнению с 39 % из группы, получавшей антидепрессанты:396.
В 2013 году в журнале The Lancet были опубликованы результаты исследования, показавшего, что у пациентов, которым не помогло лечение антидепрессантами, когнитивно-поведенческая терапия, используемая в дополнение к терапии данными препаратами, может уменьшить симптомы депрессии и способствовать улучшению качества жизни пациентов.
Существенной проблемой при фармакотерапии депрессии является также наличие у многих пациентов остаточной симптоматики даже в случае успешного терапевтического вмешательства — у большинства пациентов сохраняются некоторые симптомы депрессии даже в случае, если антидепрессанты помогают. Когнитивная психотерапия способствует снижению остаточной симптоматики после успешной фармакотерапии депрессии:396. Снижению остаточной симптоматики у пациентов с ремиссией также способствует когнитивная тренировка (тренировка по модификации смещения внимания); кроме того, когнитивная тренировка, возможно, снижает риск возникновения депрессивных эпизодов в будущем.
В отличие от когнитивной терапии, эффективность другого широко распространённого психотерапевтического метода лечения — психоанализа лишь ненамного превышает эффективность медикаментозного плацебо (и плацебо, и психоанализ находятся в зоне эффективности между 30 % и 37—38 %). С другой стороны, есть и данные в пользу эффективности психоанализа: в метаанализе трёх контролируемых испытаний психодинамическая терапия оказалась столь же эффективной, как и фармакотерапия при умеренной и лёгкой депрессии.
Эффективность интерперсональной терапии как при купирующем, так и поддерживающем лечении показана во многих РКИ. Есть данные, что она эффективна и при биполярном расстройстве в качестве вспомогательного лечения, а также что интерперсональное консультирование (кратковременная, сокращённая версия интерперсональной терапии) снижает симптомы субсиндромальной депрессии:114.
Данных об эффективности семейной терапии при депрессии, как показали систематические обзоры, мало, несмотря на существование многочисленных качественных исследований.

#### Показания к проведению психотерапии
Психотерапия рекомендуется как терапия первой линии у амбулаторных пациентов с депрессией, наряду с антидепрессантами; при лёгких и умеренных депрессиях, особенно при отказе пациента от антидепрессантов, плохой их переносимости или при наличии явных внешних причин для депрессии (реактивные, психогенные и ситуационные депрессии, последствия психических травм, психогенные реакции на тяжёлые соматические заболевания и т. п.), при неблагоприятной семейной и социальной обстановке, выраженной социальной дезадаптации, при проблемах в межличностных отношениях, при наличии сопутствующей личностной патологии или сопутствующих тревожных расстройств, ОКР, панического расстройства, социофобии.
Общепризнанно значение психотерапии при работе с суицидальными пациентами. Поскольку психологическим ядром пациента при суицидальных мыслях и намерениях является чувство безнадёжности или распространённое негативное ожидание, психотерапия, по-видимому, более эффективна, чем фармакотерапия, в процессе лечения таких пациентов.
На основе исследований эффективности терапии депрессии протокол NICE (National Institute for Health and Care Excellence — Национальный институт здоровья и клинического совершенствования) в 2004 году рекомендовал:
- при депрессии лёгкой степени методом выбора считать когнитивно-поведенческую терапию (КПТ);
- при депрессии умеренной степени методом выбора считать фармакотерапию антидепрессантами или на выбор клиентов — КПТ;
- при депрессии выраженной степени тяжести использовать сочетание терапии антидепрессантами и КПТ;
- при фармакорезистентной депрессии наряду с возможностями той или иной замены психофармакологических препаратов предлагается как вариант добавить КПТ к фармакотерапии;
- при хронической и рекуррентной депрессии использовать сочетание терапии антидепрессантами и КПТ;
- при депрессии у детей и подростков использовать КПТ или интерперсональную и/или кратковременную семейную психотерапию и только при недостаточном эффекте психотерапевтических методов помощи или недоступности последних добавить фармакотерапию антидепрессантами.

### Физические упражнения
Физические упражнения тоже показали некоторую эффективность в лечении депрессии: они могут использоваться при лёгкой и умеренной депрессии как вместо психотропных препаратов, так и в качестве дополнения к ним. Метаанализ 12 рандомизированных контролируемых испытаний (РКИ) продемонстрировал общую эффективность физических упражнений при лечении депрессий. Другой метаанализ 25 исследований, включивших 907 пациентов, тоже продемонстрировал значительный клинический эффект физических нагрузок при терапии депрессивных расстройств. Однако есть и исследования, не показавшие эффективности физических упражнений. Например, авторы, проанализировавшие 14 исследований эффективности этого метода при терапии депрессии, не смогли вынести положительный вердикт из-за неудовлетворительного качества проведённых РКИ. Существуют данные об эффективности физической нагрузки как средства потенцирования при терапевтически резистентной депрессии.
По данным кокрейновского обзора, физические упражнения несколько более эффективны в уменьшении симптомов депрессии, чем отсутствие лечения, но эта разница уменьшается, если учитывать только высококачественные исследования. Физические упражнения эффективны не более, чем антидепрессанты или психотерапия, для уменьшения симптомов депрессии, хотя этот вывод основан на небольшом количестве исследований. Доказательства, улучшают ли физические упражнения качество жизни при депрессии, неубедительны.
Эффективность физических нагрузок при лечении депрессий можно объяснить тремя существующими гипотезами:
1. Укрепление социальной коммуникации, уменьшение проблем в межличностных отношениях.
2. Влияние повышенной физической активности на нейротрансмиссию определённых медиаторов (повышение концентрации β-эндорфинов, снижение уровня кортизола и увеличение выработки серотонина).
3. Повышение температуры тела, приводящее к повышению интенсивности обмена веществ.

К физическим упражнениям стоит побуждать больного депрессией лишь в том случае, если он готов к ним, ощущает охоту к ним. Между тем пациенты с тяжёлой депрессией обычно не склонны к таким занятиям, и их не удаётся к ним побудить; желание заниматься физическими упражнениями возникает у пациента уже на пути к выздоровлению. Физические упражнения могут быть также полезны у пациентов в ремиссии: они способны предотвратить возникновение новых депрессивных эпизодов (у некоторых пациентов, впрочем, они могут препятствовать развитию рецидивов только в сочетании с другими методами):190—191.
Для достаточного терапевтического эффекта необходимо, чтобы занятия спортом происходили регулярно — по меньшей мере 2—3 раза в неделю. Близким или друзьям желательно оказывать больному поддержку: например, заниматься вместе с ним физической деятельностью:191.

### Электросудорожная терапия
В случаях затяжной и резистентной депрессии применяется электросудорожная терапия (ЭСТ). Суть её заключается в том, чтобы вызвать регулируемые судороги, пропуская через мозг электрический ток в течение 1—2 секунд. В результате химических изменений в мозгу выделяются вещества, повышающие настроение. Эта процедура проводится с применением анестезии. Кроме того, чтобы избежать травм, пациент получает средства, расслабляющие мышцы. Обычно назначают 6—10 сеансов. Отрицательные последствия ЭСТ — потеря памяти и ориентации, обычно временная. По результатам исследований, проведённых в 2000-е годы, в некоторых случаях нарушения памяти и когнитивных функций, возникающие вследствие применения ЭСТ, могут стать необратимыми.

### Другие методы лечения
Эффективный метод лечения любых видов депрессии представляет собой светотерапия. Она используется при сезонном аффективном расстройстве в качестве монотерапии, а при несезонных депрессиях желательно использовать этот метод лечения не как монотерапию, но как усиливающее средство, в сочетании с традиционными методами. Длительность лечения — от 30 минут до 1 часа, предпочтительно утром после пробуждения. Кроме искусственного освещения (специальная световая камера), может быть эффективен выход наружу в естественный солнечный свет, при хорошей погоде, благоприятной для наблюдения утреннего восхода солнца. При сезонном аффективном расстройстве лечение необходимо распространить на весь тёмный сезон, чтобы предупредить ухудшение, а при несезонных депрессиях светотерапию следует применять вплоть до достижения ремиссии и продолжать ещё по меньшей мере 8—12 недель ежедневно. У пациентов с биполярным аффективным расстройством светотерапия должна использоваться только в сочетании с приёмом нормотимиков:122,198—199.
Одним из немедикаментозных способов лечения некоторых видов депрессий (в особенности с элементами апатии) является депривация сна. Полная депривация сна (пациент проводит без сна всю ночь и следующий день) эффективна у 60—70 % депрессивных пациентов, депривация позднего ночного сна (пациента будят между 1 и 2 часами ночи, и он не спит до конца дня) тоже является эффективным методом лечения и легче переносится. Тем не менее, после депривации сна у большинства пациентов наблюдаются частые рецидивы; у значительного числа пациентов симптоматика депрессии возвращается после установления нормального сна. Поэтому одной терапии бодрствованием зачастую бывает недостаточно; и всё же депривация сна по-прежнему применяется в некоторых странах как стандартный метод лечения депрессии, однако в сочетании с антидепрессантами, литием, терапией ярким светом и пр. Частота развития мании при биполярной депрессии не выше, чем в результате использования антидепрессантов, а риск суицида не повышается:121—122,197—198.
С конца 1990-х — начала 2000-х годов исследовались новые подходы в терапии депрессии, такие как повторяющаяся транскраниальная магнитная стимуляция, стимуляция блуждающего нерва, магнитоконвульсивная терапия и глубокая стимуляция мозга. Антидепрессивное действие их по большей части ещё доказано недостаточно, и, тем не менее, эти методы уже используются в некоторых странах: транскраниальная магнитная стимуляция — в Канаде и Израиле, стимуляция блуждающего нерва — в США в качестве дополнительного метода при лечении депрессий:118—121.
Данные относительно эффективности транскраниальной магнитной стимуляции (ТМС) ограниченны и противоречивы. Существуют данные, показывающие её эффективность в сравнении с ЭСТ, а также её эффективность при комбинации с некоторыми психофармакологическими средствами:194. Побочные эффекты и долгосрочные изменения в функционировании мозга при применении повторяющейся ТМС исследованы мало, однако известно, что для ТМС характерны, в частности, риск перехода в гипоманию/маниакальные состояния (особенно у пациентов с биполярным аффективным расстройством) и риск манифестации психотической симптоматики:195.
Более продвинутой версией транскраниальной магнитной стимуляции является одобренный FDA для лечения тяжёлых форм депрессии (наравне с другими заболеваниями) метод глубокой транскраниальной магнитной стимуляции (Deep TMS).
Стимуляция блуждающего нерва одобрена FDA в США как дополнительное средство для долгосрочной терапии хронической или рекуррентной депрессии у пациентов, не давших должного ответа на 4 или более адекватно подобранных антидепрессанта. Данные относительно антидепрессивной активности этого метода ограниченны. По причине инвазивной природы данного метода его применение необходимо ограничивать исключительными клиническими случаями, когда существует высокая необходимость в таком лечении, а другие вмешательства не дали результата и вероятен клинический эффект:195—196.
Невысокой доказательностью в терапии депрессии обладает лечебный наркоз, низкой степенью доказательности — эфферентные методики (плазмаферез, экстракорпоральная фармакотерапия, ультрафиолет, лазер), гипербарическая оксигенация, краниоцеребральная гипотермия. Могут применяться также гемодиализ, парнополяризационная терапия (правосторонняя и левосторонняя), терапия переменным магнитным полем низкой частоты, микроволновая резонансная терапия, латеральная терапия. Крайне низкий уровень доказательности характерен для клинических исследований таких видов лечения депрессии, как ручная акупунктура, ароматерапия, биологическая обратная связь, фитотерапия, гомеопатия, гипноз, массаж, танцевальная терапия, цигун, йога, комплексные диеты, голодание, применение инозитола, магния, омега-3 жирных кислот, пробиотиков, триптофана, витаминов В и D, цинка. В основном это вспомогательные (комплементарные) методы, которые можно применять по большей части совместно с рациональной фармакотерапией, не заменяя её.
Доказано, что у людей, страдающих депрессией, запасы омега-3 в организме нередко ниже, чем у лиц, ею не страдающих; и чем скуднее этот запас, тем тяжелее симптомы. Количество омега-3 в ежедневном рационе влияет на склонность заболевать депрессией. Как позволяют предположить исследования, антидепрессивного эффекта в некоторых случаях можно достичь, ежедневно принимая определённое количество смеси двух типов рыбьих жиров: эйкозапентаеновой кислоты и докозагексаеновой кислоты, желательно в сочетании с витамином E, C и селеном. В 4 из 7 двойных слепых РКИ было показано, что симптомы депрессии значительно редуцировались при регулярных инъекциях эйкозапентаеновой кислоты в качестве дополнения к лечению антидепрессантами, однако другие данные заставляют усомниться в том, обладает ли этот вид терапии чистым антидепрессивным эффектом:85—86.
Депрессию также могут лечить музыкотерапией, арт-терапией:186, трудотерапией, цветотерапией:186, зоотерапией, бальнеотерапией, масляными ваннами:186, воздействием магнитного поля на мозг пациента (магнитотерапией). Это тоже вспомогательные методы, которые нежелательно применять в качестве монотерапии.
Возможно также применение аутогенной тренировки — метода снятия напряжения собственными усилиями, осуществляемого индивидуально либо в группе. Но при острой депрессии этот вид лечения неприменим, так как пациент неспособен к той концентрации, которая при этом необходима, и не способен расслабиться. Аутогенная тренировка может принести пользу, когда состояние пациента уже улучшилось; она может способствовать снятию отдельных симптомов депрессии, таких как бессонница, головная боль, вызываемая мышечными спазмами, и помочь снять тревогу, ощущаемую пациентом:186—187.
Имеются предположения о возможной эффективности дозированной гипоксии, медитации, нейрохирургических методов.
В 1950—60-х годах в США и СССР проводились также исследования психоделиков при лечении депрессии.

## Депрессии в неврологии и нейрохирургии
- При локализации патологического очага (например, опухоли) в височной доле правого полушария, наблюдается тоскливая депрессия, включающая классическую депрессивную триаду: тоску, двигательную замедленность и идеаторную заторможенность. Тоскливая депрессия, возникающая при поражении правой височной области, может сочетаться с обонятельными и вкусовыми галлюцинациями, а также вегетативными нарушениями. Больные ориентированы, критичны к своему состоянию, имеют чёткое представление о своей болезни, тяжело её переживают. Самооценка снижена. Выглядят озабоченными, удручёнными, грустными. Речь замедленная, голос тихий, больные быстро утомляются и делают вынужденные паузы в разговоре. Предъявляют активные жалобы на снижение памяти, однако правильно воспроизводят даты и события; зачастую выраженных нарушений памяти не выявляются и в экспериментально-психологическом обследовании.
- При локализации патологического очага в левой височной доле наблюдается тревожная депрессия, характеризующаяся тревогой, раздражительностью (дисфорией), плаксивостью и двигательным беспокойством. Симптомы тревожной депрессии могут сочетаться с афатическими расстройствами (по типу сенсорной и акустико-мнестической афазии), вербальными слуховыми галлюцинациями, бредовыми идеями ипохондрического характера. Больные постоянно меняют положение, встают, садятся и вновь поднимаются; вздыхают, недоумённо озираются по сторонам, вглядываются в лицо собеседника. Высказывают опасения, что с ними что-то должно случиться. Больные не могут произвольно расслабиться, плохо спят.

### Депрессии при черепно-мозговой травме
Психопатология, возникающая при черепно-мозговых травмах, подтверждает роль височных, а также лобных долей мозга в развитии депрессии.
- Тоскливая депрессия типична для промежуточных и отдалённых периодов с лёгким или средней тяжести ушибом височных отделов правой гемисферы. Вкупе с тоской, замедлением речи и двигательных реакций она часто сочетается с нарушениями памяти, внимания и астенией.
- Тревожная депрессия возникает обычно у правшей зрелого возраста при лёгкой и среднетяжёлой ЧМТ (чаще при ушибах левой височной области). Характеризуется тревогой, двигательным беспокойством, тревожными высказываниями, больные мечутся, вздыхают, растерянно озираются по сторонам.
- Апатическая депрессия отмечается при ушибах передних (лобных) отделов мозга. Основной её чертой является безразличие с оттенком грусти. Больные пассивны, однотонны, не обнаруживают интереса к окружающим, самим себе, выглядят вялыми, безразличными, безучастными, гипомимичными.

Гипотимия в остром периоде сотрясения головного мозга
Аффективные (субаффективные) расстройства выявляются у 68 % больных в остром периоде после сотрясения головного мозга и присущи расстройствам невротического уровня. Гипотимия наиболее полно представлена в психопатологии острого периода сотрясения мозга и встречается в 50 % случаев. Чаще всего наблюдаются тревожная субдепрессия (36 % больных в остром периоде сотрясения головного мозга) и астеническая субдепрессия (11 %).

### Научная
- Терапия антидепрессантами и другие методы лечения депрессивных расстройств: Доклад Рабочей группы CINP на основе обзора доказательных данных. — М., 2008. — 216 с. Архивировано 4 марта 2016 года.
- Практические рекомендации по ведению пациентов с депрессией / Подготовил С. Костюченко (недоступная ссылка — история). На основе материала: Gelenberg AJ, Freeman MP, Markowitz JC et al «Practice guideline for the treatment of patients with major depressive disorder» // American Journal of Psychiatry (2010; Vol. 167, № 10, Р. 2—124)
- Бек А., Раш А., Шо Б., Эмери Г. Когнитивная терапия депрессии. — СПб.: Питер, 2003. — ISBN 5-318-00689-2.
- Арана Дж., Розенбаум Дж. Глава 3. Антидепрессанты // Фармакотерапия психических расстройств. Пер. с англ. — М.: Издательство БИНОМ, 2004. — 416 с. — ISBN 5-9518-0098-6.
- Быков Ю. В. Резистентные к терапии депрессии. — Ставрополь, 2009. — 74 с.
- Смулевич А. Б. Депрессии в общей медицине: руководство для врачей. — М.: Медицинское информационное агентство, 2007. — 256 с. — ISBN 5-89481-103-1.
- Вейн А. М., Вознесенская Т. Г. и др. Депрессия в неврологической практике. М., 1998.
- Нуллер Ю. Л.. Депрессия и деперсонализация. НЦПЗ РАМН. Дата обращения: 28 февраля 2012. Архивировано 24 мая 2012 года.
- Тиганов А. С., Снежневский А. В., и др. Руководство по психиатрии / Под ред. академика РАМН А. С. Тиганова. — М.: Медицина, 1999. — Т. 1. — С. 555—636. — 712 с. — ISBN 5-225-02676-1.
- Карачевский А.Б. Психотерапия депрессии: миф или реальность? // Вестник Ассоциации психиатров Украины. — 2013. — № 3.
- Япко М. Гипноз для психотерапии депрессий. — Центр психологической культуры, 2002. — 248 с. — (Техники психотерапии). — 1500 экз. — ISBN 5-7856-0270-9.
- Non-pharmaceutical management of depression in adults: A national clinical guideline. — Scottish Intercollegiate Guidelines Network, January 2010. — 37 с. — ISBN 978 1 905813 55 1. Архивировано 11 мая 2012 года.

### Научно-популярная
- Памятка для пациентов с депрессией. Клиническая психиатрическая больница имени Н. Н. Солодникова. Дата обращения: 14 декабря 2017.
- Каппони В., Новак Т. Как не испортить себе настроение; Вы в депрессии! // Сам себе психолог. — 3-е изд. — СПб.; Прага: Питер; GRADA Publishing, 2001. — 219 с. — ISBN 5-318-00232-3 ; 80-85424-88-6.
- Бёрнс Д. Хорошее самочувствие: Новая терапия настроений / Пер. с англ. Л. Славина. — М.: Вече, Персей, АСТ, 1995. — 400 с. — (Self-Help). — ISBN 5-7141-0092-1.
- Дэвид Бёрнс. Терапия настроения. Клинически доказанный способ победить депрессию без таблеток. = Burns, David.  Feeling Good: The New Mood Therapy. — М.: Альпина Паблишер, 2021. — 550 с. — ISBN 978-5-9614-1819-4..
- Соломон Э. Демон полуденный. Анатомия депрессии. — М.: Добрая книга, 2004. — 672 с. — ISBN 5-98124-017-2.
- Урсула Нубер. Кто я без тебя? Почему женщины чаще страдают депрессией и как находят себя. = Ursula Nuber. Wer bin ich ohne dich?: Warum Frauen depressiv werden - und wie sie zu sich selbst finden. — М.: Альпина Паблишер, 2021. — 252 с. — ISBN 978-5-9614-7318-6.
- Treating depression without using prescribed medication: Booklet for patients and carers. — Scottish Intercollegiate Guidelines Network, January 2010. — 29 с. — ISBN 978 1 905813 56 8. Архивировано 31 марта 2016 года.
- Компетентные медицинские решения при депрессии. Подробное, равностороннее и прозрачное объяснение пользы и рисков современных методов диагностики и лечения при депрессии. Антидепрессанты. Психотерапия. ЭСТ. Физические нагрузки и другие изменения стиля жизни. Руководство Разумного Потребителя Медицинских Услуг и Информации (15 мая 2019). Дата обращения: 16 мая 2019.
- Реше Ж. Депрессия как реакция на реальность : [арх. 15 мая 2019] / Жюли Реше // Нож. — 2019. — 14 мая.